# Димитър Мирасчиев
Димитър Панев Мирасчиев, наричан Панчик, е български революционер, деец на Македонския комитет и на Вътрешната македоно-одринска революционна организация.

## Биография
Мирасчиев е роден в 1872 година в големия македонски български град Щип, тогава в Османската империя. Завършва в 1892 година със седмия випуск Солунската българска мъжка гимназия. През 1896 година химия в Софийския университет „Свети Климент Охридски“.
Става член на Върховния комитет и взима участие в Четническата акция през 1895 година в отряда на дядо Стойо Костов. По-късно става учител в Крива паланка, Куманово и други места в Североизточна Македония. След Винишката афера в 1897 година е арестуван от властите, осъден до живот, и изпратен на заточение в Подрум кале, Мала Азия. Амнистиран е през август 1902 година. По време на Илинденско-Преображенското въстание в 1903 година е войвода на чета в Паланечко. Мирасчиев се присъединява и към създадената от Васил Главинов Македоно-одринска социалдемократическа група.
На 23 ноември 1903 година прави опит да основе Македонско научно-литературно другарство в София заедно с Кръсте Мисирков, Стефан Дедов и Йордан Ангелов, но то е разтурено от полицията, а Мисирков е принуден да бяга в Русия.
След Младотурската революция в 1908 година става редактор на солунския български вестник на санданистите „Конституционна заря“, излизал през 1908 и 1909 година. В 1912 година финансира заедно с Тома Баялцалиев издаването в Солун на вестника на Сребрен Поппетров „Истина“.
Умира на 28 септември 1934 година.